# مرن د آلماسان
مرن د آلماسان (به اسپانیایی: Morón de Almazán) یک دهستان در اسپانیا است که در سریا واقع شده‌است.

## خصوصیات
مرن د آلماسان ۶۲ کیلومترمربع مساحت و ۲۴۷ نفر جمعیت دارد.